# Ommatospila decoralis
Ommatospila decoralis är en fjärilsart som beskrevs av Achille Guenée 1854. Ommatospila decoralis ingår i släktet Ommatospila och familjen Crambidae. Inga underarter finns listade i Catalogue of Life.